# Gabriel Florentín
Gabriel Florentín (Gregorio de Laferrere, Buenos Aires, Argentina; 13 de marzo de 1999) es un futbolista argentino de origen paraguayo. Juega de centrocampista en Argentinos Juniors, de la Primera División de Argentina.

## Trayectoria
Florentín ingresó a las inferiores de River Plate, pero a los 14 años quedó libre por problemas familiares.
En 2016 llegó a la sexta de Argentinos Juniors, y no fue hasta 2019 cuando participó de la primera pretemporada con el plantel de Primera. El 3 de agosto del mismo año debutó como profesional, ingresando a los 27 minutos del segundo tiempo por Nicolás Silva en el empate 0-0 contra Aldosivi.
El 2 de agosto de 2022 fue presentado como nuevo jugador del FC Oremburgo ruso.

## Estadísticas

### Clubes
Actualizado hasta su último partido disputado el 10 de agosto de 2024.
| Club                         | Div.          | Temporada     | Liga  | Liga  | Liga   | Copas nacionales | Copas nacionales | Copas nacionales | Torneos internacionales | Torneos internacionales | Torneos internacionales | Total | Total | Total  |
| Club                         | Div.          | Temporada     | Part. | Goles | Asist. | Part.            | Goles            | Asist.           | Part.                   | Goles                   | Asist.                  | Part. | Goles | Asist. |
| ---------------------------- | ------------- | ------------- | ----- | ----- | ------ | ---------------- | ---------------- | ---------------- | ----------------------- | ----------------------- | ----------------------- | ----- | ----- | ------ |
| Argentinos Juniors Argentina | 1.ª           | 2019-20       | 5     | 0     | 0      | 3                | 0                | 0                | 1                       | 0                       | 0                       | 9     | 0     | 0      |
| Argentinos Juniors Argentina | 1.ª           | 2020-21       | —     | —     | —      | 10               | 0                | 0                | —                       | —                       | —                       | 10    | 0     | 0      |
| Argentinos Juniors Argentina | 1.ª           | 2021          | 22    | 2     | 3      | 11               | 1                | 1                | 8                       | 1                       | 1                       | 41    | 4     | 5      |
| Argentinos Juniors Argentina | 1.ª           | 2022          | 4     | 0     | 1      | 17               | 1                | 3                | —                       | —                       | —                       | 21    | 1     | 4      |
| F. C. Oremburgo · Rusia      | 1.ª           | 2022-23       | 20    | 2     | 7      | 4                | 1                | 0                | —                       | —                       | —                       | 24    | 3     | 7      |
| F. C. Oremburgo · Rusia      | 1.ª           | 2023-24       | 24    | 1     | 1      | 6                | 1                | 1                | —                       | —                       | —                       | 30    | 2     | 2      |
| F. C. Oremburgo · Rusia      | 1.ª           | 2024-25       | 4     | 0     | 2      | —                | —                | —                | —                       | —                       | —                       | 4     | 0     | 2      |
| F. C. Oremburgo · Rusia      | Total club    | Total club    | 48    | 3     | 10     | 10               | 2                | 1                | 0                       | 0                       | 0                       | 58    | 5     | 11     |
| Argentinos Juniors Argentina | 1.ª           | 2025          | 0     | 0     | 0      | —                | —                | —                | —                       | —                       | —                       | 0     | 0     | 0      |
| Argentinos Juniors Argentina | Total club    | Total club    | 31    | 2     | 4      | 41               | 2                | 4                | 9                       | 1                       | 1                       | 81    | 5     | 9      |
| Total carrera                | Total carrera | Total carrera | 79    | 5     | 14     | 51               | 4                | 5                | 9                       | 1                       | 1                       | 139   | 10    | 20     |
| 1. 2.                        |               |               |       |       |        |                  |                  |                  |                         |                         |                         |       |       |        |